# 伊萬尼夫 (赫米利尼克區)
49°29′15″N 28°21′4″E / 49.48750°N 28.35111°E

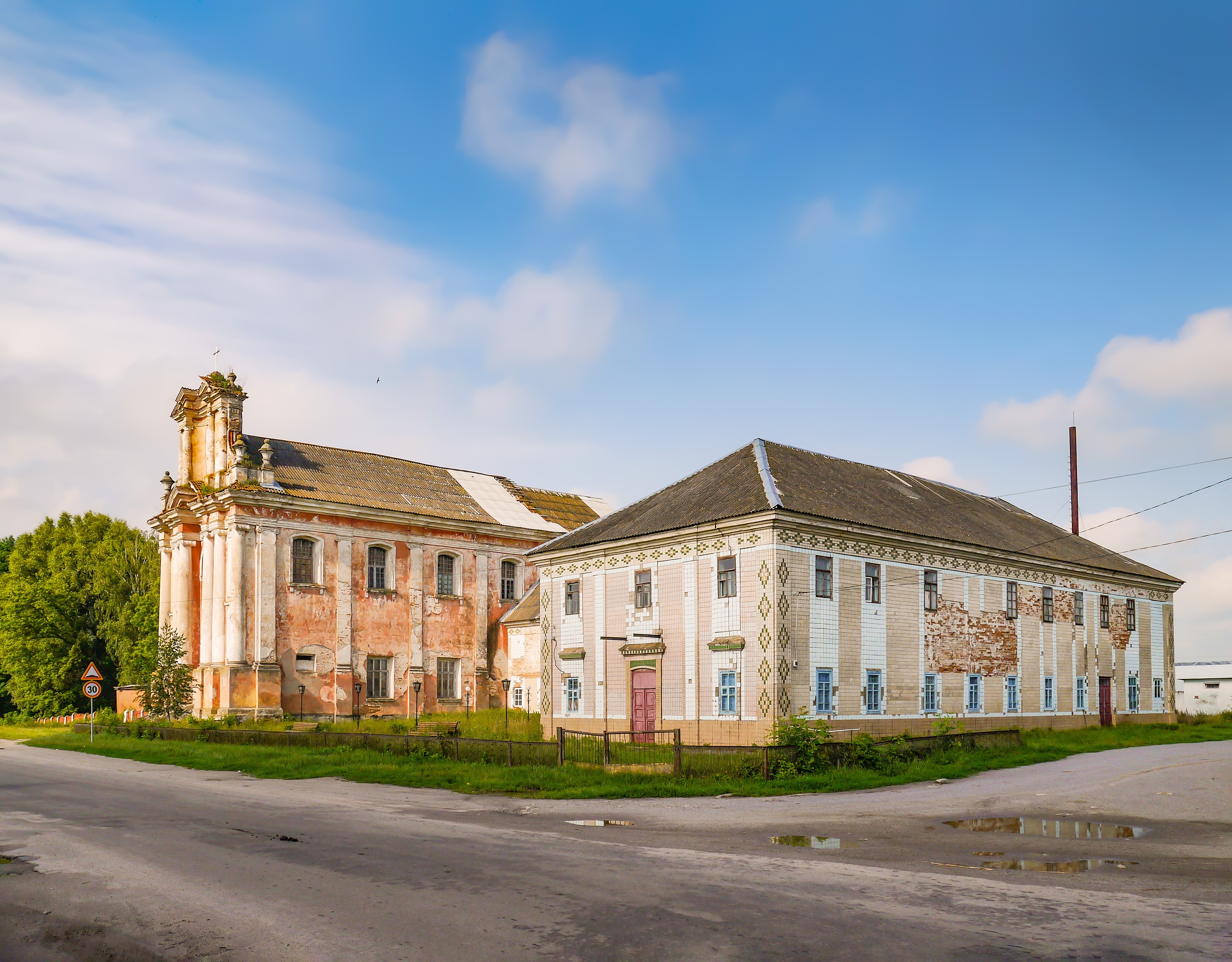
修道院

伊萬尼夫（羅馬化：Ivaniv）是位於烏克蘭西部文尼察州赫米利尼克區伊萬尼夫市鎮的村莊，始建於1410年，面積5.77平方公里，海拔高度242米，2001年人口4,628。